# Ad. Strüver

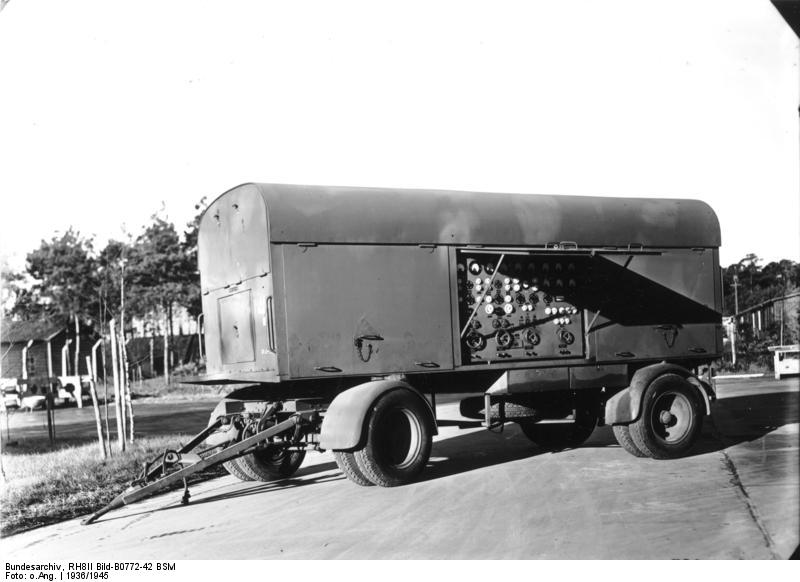
Dieselmotor-getriebenes Druckluftkompressoraggregat von Strüver in der Heeresversuchsanstalt Peenemünde (1936)

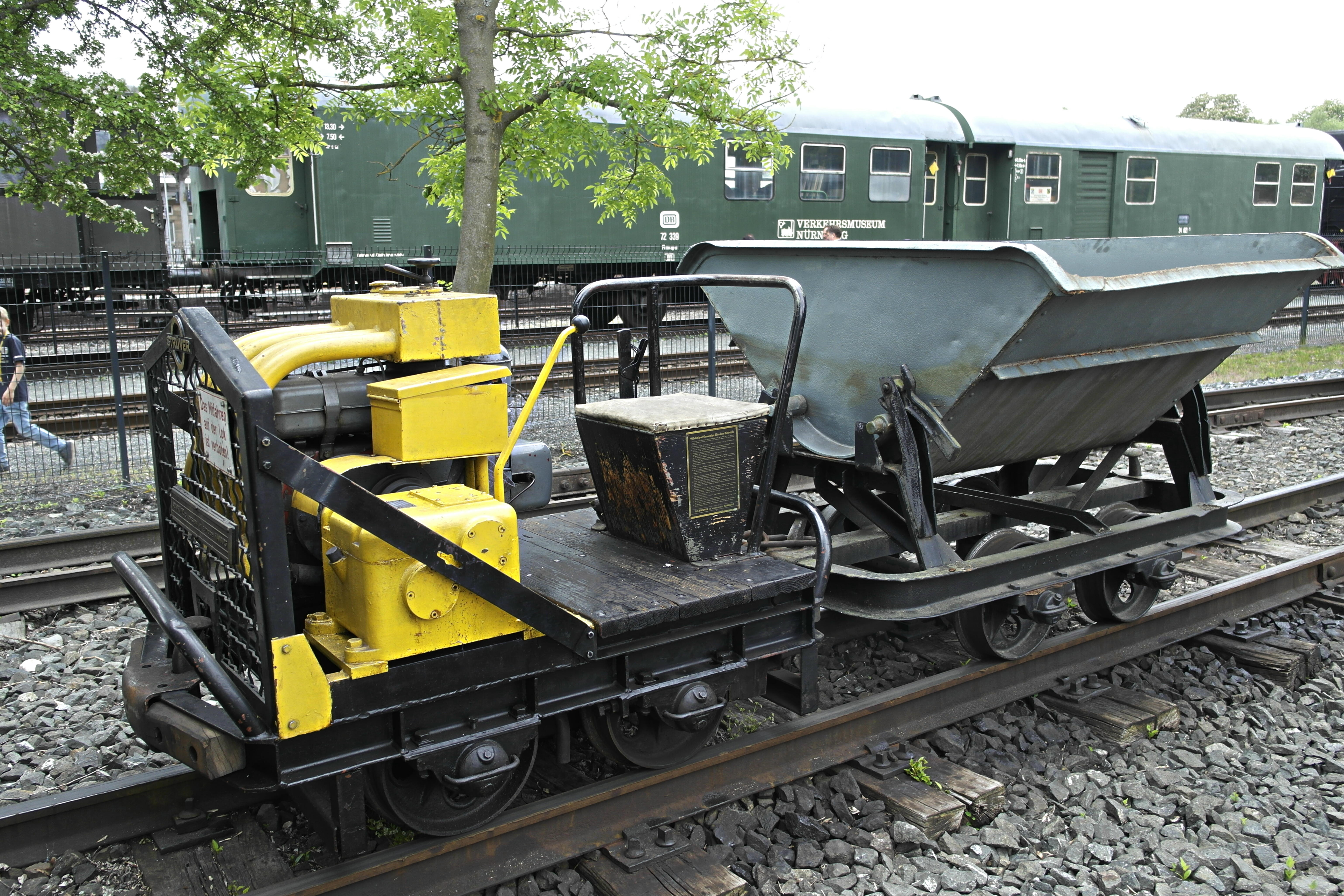
Struever Schienen-Kuli, Deutsches Dampflokomotiv-Museum Neuenmarkt

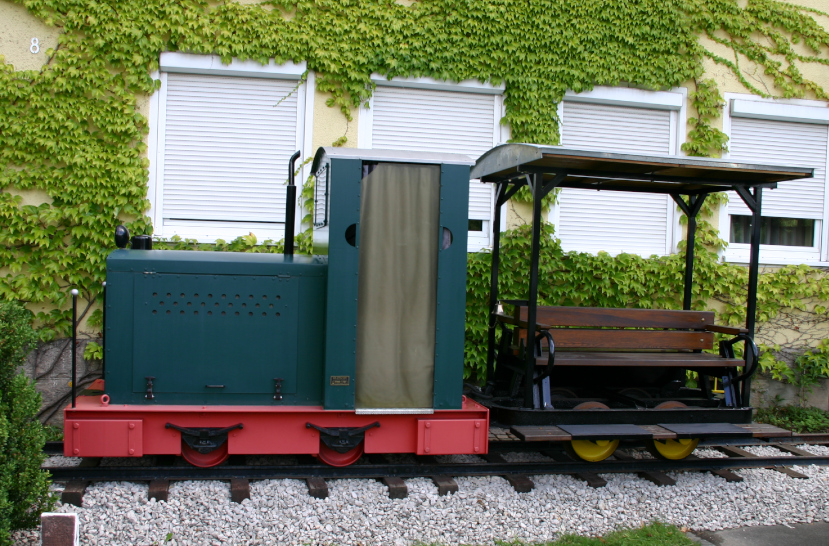
Struever Schienen-Kuli mit Führerhaus, 6 PS, Fabriknummer 60582, Spurweite 600 mm

Ad. Strüver war ein Maschinen- und Fahrzeugbau-Unternehmen aus Hamburg.

## Geschichte
Adolph Strüver (1866–1947), nach dem in Groß Borstel der Strüverweg benannt ist, ließ im April 1893 sein Im- und Exporthaus als Firma Ad. Strüver Hamburg ins Handelsregister eintragen.
Sein Sohn Hans Strüver gliederte in Erkenntnis des steigenden Bedarfs an technischen Erzeugnissen, insbesondere auch wegen der zunehmenden Anwendung des Dieselmotors, eine „Abteilung Aggregatebau“ an, deren Fertigung von da an den Kern des Fabrikationsbetriebes bildete. Dazu erwarb er um 1936 den einstigen Petersenpark von der Tierhandlung Fockelmann. Dieser Betrieb firmierte unter Ad. Strüver Aggregatebau KG.
Infolge Exporteinbruchs bei Kriegsbeginn wurden mit Hatlapa in Uetersen von 1938 bis 1942 „Schienen-Kuli“, Lokomotiven mit 5 PS-Deutz-Einzylinder-Dieselmotor, gebaut, die Ad. Strüver von 1946 bis 1976 mit 6 PS-Motor teilweise mit Führerhaus selbst fertigte.
Ferner produzierte die Firma fahrbare Netzersatzanlagen, ab 1942 mit Deutz-Anthrazitsauggasanlagen. Seit 1951 bot sie Spezial-Dieselaggregate für Stromerzeugung und Schiffbau bis 5000 kVA sowie Tankwagen an. 1972 waren die Fährschiffe Blenheim, Hammershus, Tintoretto und Apollo mit Strüver-Bordaggregaten ausgerüstet. Um 1977 wurde mit der Klöckner-Humboldt-Deutz AG auf dem Gebiet mobiler und stationärer Stromerzeugungsanlagen eine engere Zusammenarbeit vereinbart.
1951–1952 ließen sie eine Siedlung für ihre Firmenangehörigen bauen.
Die Firma entwickelte mit dem Strüver Monotank einen rahmenlosen Tankanhänger, den sie 1961 als Marke anmeldeten. Auf der Basis beruhte auch der hergestellte Milchsammelwagen.
Am 8. Februar 1972 verübten Terroristen des Schwarzen September in Hamburg einen Sprengstoffanschlag auf Strüvers Montagehalle.
Bis in die 1990er Jahre waren sie im Tankwagenbau tätig, vor allem in der Unterhaltung dieser Fahrzeuge und der AFS (Aviation Fuel Service). Die Deutz AG, die 94 Prozent der Unternehmensanteile erworben hatte, hat das Unternehmen 1986–1996 „zusammengestutzt“ und später eine Patronatserklärung abgegeben. Die Tochterfirma Ad. Strüver Airport Equipment GmbH, die im Sommer 1993 zur Gruppe des Mannheimer Unternehmers Peter Hartmann gehörte, musste Konkurs anmelden und wurde im Februar 1994 von Hünert Fahrzeugbau übernommen.
2002 war Franz O. Disch der Direktor.
Die Ad. Strüver KG beendete die eigene Fertigung auf dem Gelände im Jahr 2006. Heute ist die Firma weiterhin auf dem Gelände ansässig und vermietet auf dem Industrieareal Büro, Hallen- und Gewerbeflächen an andere Unternehmen.